# José Arriola Tueros
José Alberto Arriola Tueros (La Victoria, Lima, 18 de marzo de 1957) es un político peruano que ejerce como congresista de la república por Lima para el periodo 2021-2026.

## Biografía
José Arriola nació en La Victoria, ciudad ubicada en la provincia del departamento de Lima, el 18 de marzo de 1957.
Pese a no contar con estudios superiores, Arriola se dedicó a la gestión pública en distintas municipalidades distritales en la ciudad de Lima. Desde el año 2011 laboró como subgerente de Asistencia Alimentaria e Inclusión Social de la Municipalidad del distrito de Ate, siendo durante la gestiones de los alcaldes Óscar Benavides y Edde Cuéllar, este último militante del partido político Acción Popular desde el año 2018.
En el año 2019, José Arriola se afilió a Acción Popular y desde la zona partidaria de Ate manejó para participar en las elecciones generales del año 2021. Posteriormente Arriola fue elegido por el plenario de Acción Popular como candidato líder del partido por la lista electoral de Lima Metropolitana, hecho que fue cuestionado por los militantes accionpopulistas y por el entonces presidente del partido, Mesías Guevara, debido al perfil desconocido de Arriola y por su corta militancia en Acción Popular.
Arriola postuló al Congreso de la República en las elecciones parlamentarias y logró resultar elegido para el periodo parlamentario 2021-2026, tras obtener 34,982 votos de preferencia.
Como congresista fue vicepresidente de la Comisión investigadora de la pandemia por la COVID-19 del gobierno de Martín Vizcarra (2021-2023) y vicepresidente de la Comisión de Presupuesto desde el año 2022. Fue también vocero alterno de la bancada de Acción Popular.
En agosto del año 2023, José Arriola junto con otro siete congresistas de Acción Popular renunciaron a la bancada y al partido tras discrepancias con la elección de Darwin Espinoza como vocero partidario. Tras su renuncia, Arriola permaneció como congresista independiente y luego en el año 2024 se terminó afiliando a Podemos Perú, partido político de José Luna Gálvez.

## Controversias

### Caso “Los Niños”
En marzo del 2023, el Ministerio Público ordenó su allanamiento debido a ser sindicado como parte de “Los Niños”, grupo de congresistas de Acción Popular acusados de supuestamente haber sido manejados por el expresidente Pedro Castillo para apoyar su gobierno a cambio de obras en sus regiones. Durante su allanamiento, la fiscalía encontró US$ 70.000 y S/ 90.000 en un colchón suyo.

### Caso “Mochasueldo”
En el año 2024, cinco extrabajadores de su despacho congresal lo denunciaron por recorte de sueldo, hecho que hasta la actualidad viene siendo investigado por el Ministerio Público.